# ルパン三世 お宝返却大作戦!!
- ルパン三世 > ルパン三世 お宝返却大作戦!!
- トムス・エンタテインメントの作品一覧 > ルパン三世 お宝返却大作戦!!
- 金曜ロードショー > ルパン三世 お宝返却大作戦!!

『ルパン三世 お宝返却大作戦!!』（ルパンさんせい おたからへんきゃくだいさくせん!!）は、モンキー・パンチ原作のアニメ『ルパン三世』のTVスペシャルシリーズ第15作。2003年8月1日に日本テレビ系の『金曜特別ロードショー』にて放送された。視聴率は22.0%。

## 概要
「トリックダイヤ」を手に入れるべく、老泥棒マークの残した遺言に従ってルパンと次元はマークの盗んだお宝返却を開始する。当初、製作スタッフによって付けられていた仮題は「ガウディの調べ」。
監督の川越淳は『ルパン三世 PARTIII』に作画で参加しており、ルパン作品では初めて監督を手がけることになった。ストーリーは川越が出したプロットが没になり、その代わりに書いた柏原が書いたプロットに、川越のプロットの一部を反映させた形になっている。
シリーズの中でもとりわけ、武器や時事問題などの知識がないと理解できない細かい演出（五ェ門が刀の目釘を舌でなめる、ラッツが「グラスノスチの弊害だ」と愚痴る、ルパンと次元のオートマチック・リボルバー論争等）が散見される。
本作では久しぶりにTVシリーズで使用されていたタイプライターによるタイトル打ちが復活しており、以後のTVスペシャルでも複数の作品で踏襲されている。
前作までのTVスペシャルでの五ェ門の着物の色は、劇場映画第1作『ルパン三世 ルパンVS複製人間』で見られた白系統のものだったが、本作から2007年放送のTVスペシャル『ルパン三世 霧のエリューシヴ』までの5作では『TV第2シリーズ』のデザイン（青色基調）に変更されている。
栗田貫一は、インタビューで本作について「あれはよかった。」とコメントしている。

## あらすじ
冒頭、ルパンと次元は久々の仕事としてロシアはモスクワにて、グルジア・マフィアのイワン・クロコビッチ、通称ラッツが経営するカジノから多額の現金を盗む。そのままスコットランドに向かうが、現地ではルパンの旧友で老盗マーク・ウィリアムズの葬儀が行われていた。今回のルパンの目的は、かつてマークが盗み出したという名建築家アントニ・ガウディが設計したサグラダ・ファミリアの最上部に埋め込まれていた「トリックダイヤ」で、それはツングースカ大爆発を起こした隕石のカケラと言われるシロモノであった。マークは秘書として雇った不二子を介してルパン宛の遺言ビデオを残しており、そこにはかつてマークが盗み出した6つのお宝を7日以内に元の場所に返却すれば、ダイヤの場所を明かし、譲るというものであった。こうしてルパンはイタリア・ローマを皮切りにお宝を返却するためにヨーロッパ中を旅することとなる。
一方、ラッツはメンツを保つためにルパンの行方を追い、部下の女殺し屋ミーシャも現れる。一方、五エ門も、恩人を殺したミーシャの行方を追ってヨーロッパに入り、ルパンたちに合流し、銭形も現れる。こうしてラッツや銭形らの妨害に会いながらも、ルパンは、イタリア・ヴェネチア、フランス・パリ、ドイツ・ベルリンと巡り、お宝の返却と、証拠としてのカメラの写真映像を不二子に送っていく。途中でラッツ一味に捕まった次元や重傷を負ってはぐれてしまった五エ門と別れ、ルパンはデンマーク・コペンハーゲンにて最後の人形姫の像を返却する。ところが不二子は初めからダイヤの横取りを企んでおり、ルパンらに先んじてマークの顧問弁護士からダイヤの場所を示すものを受け取ろうとする。しかし、今度はそれをラッツの側近トカレフが横取りしてしまう。ルパン一味を出し抜いたラッツ達は入手したビデオ映像から、特定の日時にサグラダ・ファミリアにトリックダイヤをセットすればとんでもないお宝が現れることは知るも、肝心の隠し場所はルパンだけが正解を知るクイズの正解者のみわかるようになっており、結局ダイヤの場所はわからない。
不二子に出し抜かれたことに気づいたルパンであったが、同時に特に女に硬かった用心深いマークも騙されたとは考えにくいと判断し、そこで証拠の写真を納めるカメラに仕掛けがあることを発見する。そこには更なるマークのビデオ映像があり、ここで彼はダイヤはマークが後見人を務めていた建築家の卵である若い美女アニタの所にあることを明かす。さっそく、ベルリンにあるアニタの家に向かうとそこには偶然彼女に助けられた五エ門もいた。アニタはルパンのことを知っていて迎え入れると、そこでマークとアニタの母の悲恋などがわかる。マークがアニタに渡したぬいぐるみの中にダイヤがあること発見したルパンは、アニタを連れてサグラダ・ファミリアがあるスペインはバルセロナへと向かう。
ラッツはサグラダ・ファミリアに先回りしており、さらに不二子がダイヤを売ろうとしていた他のマフィアたちにも声をかけ協力対象を敷いていた。不二子も合流したルパン一味はマークの遺言通りダイヤをセットするためにサグラダ・ファミリアへと向かう。サグラダ・ファミリアの攻防戦の中で次元も合流してラッツらを追い詰めていき、次元はトカレフを、五エ門はミーシャを、それぞれ因縁ある敵の幹部を倒す。朝霧も出てきた未明の塔の頂上にてルパンとラッツは一騎打ちとなるが、そこでラッツは瀕死のミーシャを庇い、ルパンに倒される。
ルパンがダイヤを塔にセットすると今までダイヤの中に閉じ込められていた光が拡散し、サグラダ・ファミリアの未完成部分が光で補われたり、その周辺の生前のガウディが関わった建造物から典礼音楽が流れ始めるなど、神秘的な光景に場が包まれる。それに見惚れるアニタの様子を見ながら、ルパンたちは人の心に残るものが本当の宝として締めくくる。

### 返却するお宝
- 真実の口 - イタリア・ローマ
- ヨーロッパで初めてコーヒーを出したヴェネチアのカフェの1700年代のカフェポッド - イタリア・ヴェネチア
- 『007 ムーンレイカー』の撮影で使われたゴンドラ - イタリア・ヴェネチア
- ムーラン・ルージュのオープン当時の踊り子のドレス3着 - フランス・パリ
- 中東の王族がドイツのメーカーに発注し、乗られることなく博物館行きとなったカスタムカー - ドイツ・ベルリン
- 人魚姫の像 - デンマーク・コペンハーゲン

## 登場人物

### メインキャラクター
ルパン三世
かの名高き怪盗アルセーヌ・ルパンの孫で、自らも世界的な大怪盗かつ変装の達人。
旧友マークがかつて盗んだ「トリックダイヤ」を手に入れるため、彼の遺言に従って6つのお宝を返却するべくヨーロッパ中を巡る。
次元大介
コンバットマグナムを使う射撃の名手でルパンの相棒。
冒頭のモスクワでの強盗から、ルパンと行動を共にする。ドイツにおける攻防でラッツらに捕まってしまう。
石川五ェ門
古の大泥棒・石川五ェ門の十三代目。最強の刀「斬鉄剣」を使う居合い抜きの達人。
恩人の敵を討つべく、犯人のミーシャの行方を追ってヨーロッパに入り、ルパンたちに合流する。ドイツにおける攻防でミーシャの銃撃により重傷を負い、利き腕の右手が仕えないハンデを負う。
峰不二子
ルパン一味の紅一点で、付かず離れずの存在。時にはルパン達を利用したり、裏切ったりすることも多い。
前半はマークの遺言を管理する秘書として登場する。しかし最初からダイヤの横取りを企んでおり、同じくダイヤを狙うマフィアのボスら複数を相手に交渉していた。このため、終盤で裏切ったと考えたボスらに狙われて危機に陥り、ルパンに助けを求めて合流する。
銭形警部
ルパン一味を追うICPOの捜査官。ルパン専任捜査官であるため、ルパンに関係する事件なら世界中どこでも捜査権が認められている。
お宝を返却して回るルパンの意図を訝しがるものの、本作では（すぐに脱獄されるものの）3度にわたってルパンを逮捕する。

### ゲストキャラクター
マーク・ウィリアムズ
スコットランドに住む老盗。故人。
ルパンの旧友でありライバルであった老紳士。ひょうきんな性格だが用心深く、特に女性関係には清廉で独身を貫く。本編開始の少し前に亡くなり、自身がスペイン内戦の最中に盗んだ「トリックダイヤ」を渡す条件としてかつて自身が盗んだ6つの宝物を返却する遺言のビデオをルパンに残す。ルパンが認める泥棒であるものの盗んだ物はへんてこなものが多く、劇中では返却するお宝以外に「ベーブ・ルースの記念ホームランを取った客が座っていたヤンキーススタジアムの座席」や「（当時、不動産王として有名だったドナルド・トランプの）トランプ・タワー最上階ペントハウスのトイレのトイレットペーパー」を盗んだり、狙ったことがわかっている。出身はスペインであり、少年時代に生前のアントニ・ガウディからサグラダ・ファミリアとトリックダイヤの秘密を聞いていた。
実はアニタの母レティシアを好いていたが年齢差によって恋を諦めていた（実際には相思相愛の仲であった）。このために独身を貫くと同時に、レティシアが夫と共に事故死してアニタが孤児となると、匿名の支援者として教会を通して彼女を援助していた。
ラッツ
グルジア・マフィアのドン。本名はイワン・クロコビッチ。本作の敵。
犯罪組織の長としては若く理知的な男。カジノだけでなく、モスクワ郊外で墓地を経営するなど、せこい手で荒稼ぎすることから「ラッツ」（ドブネズミの意）とあだ名されているが、外見通りに頭の回転は早い。物語冒頭にて自身のカジノを荒らされたことから、報復のためにルパン一味を追う。だが、実は祖父が当時、ツングースカ大爆発の調査隊に同行した一人で、トリックダイヤとは元々縁があり、祖父から聞かされたUFOの破片説を最後、死の間際にルパンに明かしている。また、部下のミーシャに対しては男女の関係にもあるように見せつつ「弾除け」と呼んで突き放していたが、最期に瀕死の彼女を庇って、自らがルパンの銃弾を浴び、ヤキが回ったと自嘲する。
ミーシャ
ラッツの部下、女殺し屋。
殺し屋として腕が立つ冷徹な美女。祖父の代から伝わるモーゼルM712を愛用し、殺しの仕事をしくじったことがないという。他にもドラグノフ狙撃銃を用いる。ラッツとは劇中でキスを交わすなどするが、あくまでビジネス関係だと言い、ラッツからも「弾除け」と言われる。今作の騒動とは別件で、チベットにて五ェ門の恩人を殺したことで、彼から敵討ちとして命を狙われている。
トカレフ
ラッツの側近。
状況に応じてラッツのボディーガードもエージェントもこなす身の軽い老人。名前はトカレフだが、武器はマカロフを愛用する。銃の腕前も次元とほぼ互角であるが、そのために銃の性能差で自分が勝てると豪語する。これはマカロフは自動拳銃でなおかつ回転式である次元のマグナムより装弾数が多いことを踏まえたものだが、終盤の次元との一騎打ちでは次元が銃撃で飛ばした瓦礫がマカロフの排莢口に詰まる形で自動拳銃の弱点であるジャムを引き起こされ、射殺される。
アニタ
本作のゲストヒロイン。駆け出しの建築家。
物語冒頭において、マークの参列者として登場した美女。12歳の時に両親が事故で死亡した孤児。現在はベルリンに建築家の卵として職に邁進しているがスランプ中。ルパンとラッツのベルリンでの攻防において負傷した五ェ門を偶然発見して助け、家に匿う。その後、マークの情報でやってきたルパンを迎え入れ、共にサグラダ・ファミリアへと向かう。そこで名建築家であるガウディの作品などに触れて感慨を抱き、特に最後のお宝を目の当たりにしたことでスランプを脱する。
マークのことを「おじさま」と呼び面識はあったが、彼が孤児となった自分を援助していたことは、その死後に知った。また、生前の母レティシアが年の離れた男性に恋をしていたと聞いており、ルパンとの会話の中でそれがマークだったと知る。
カルロス
バルセロナのバーのマスターの老人。マークとは少年時代からの友人同士で音信不通ながらも気にかけていた。故に彼が亡くなった事をルパンに聞いた際はショックを受けていた。また、アニタの母であるレティシアとも面識があり、初対面時はアニタをレティシアと見間違えていた。
マークがガウディからサグラダ・ファミリアの秘密を教えてもらう現場にも居合わせ、その後マークに秘密を尋ねるも「毎日サグラダ・ファミリアを眺めてみな。きっといいことがあるから」とはぐらかされてしまう。以降、毎日双眼鏡でサグラダ・ファミリアを観察してきた。
アントニ・ガウディ
サグラダ・ファミリアを設計した歴史に名を残す名建築家。
本作のお宝である「トリックダイヤ」に関わる人物。ツングースカ大爆発を調査し、その中心地で「トリックダイヤ」を発見した。その後、サグラダ・ファミリアにて生前に唯一完成していた「聖ベルナベの塔」の頂上にダイヤをセットし、その秘密を当時少年であったマークに伝える。しかし、その日に路面電車に轢かれて事故死したために、ガウディが施した秘密は唯一マークのみが知ることとなった。

## 声の出演
- ルパン三世 - 栗田貫一
- 銭形警部 - 納谷悟朗
- 次元大介 - 小林清志
- 石川五ェ門 - 井上真樹夫
- 峰不二子 - 増山江威子
- イワン・クロコビッチ（ラッツ） - 山寺宏一
- トカレフ - 北村弘一
- ミーシャ - 五十嵐麗
- アニタ - りの
- マーク・ウィリアムズ - 八奈見乗児
- カルロス - 辻村真人
- 松岡文雄
- 田原アルノ
- 島香裕
- 楠大典
- 姫野惠二
- 奥田啓人
- 竹若拓磨
- 木村雅史
- 斉藤瑞樹
- 橘川佳代子

## スタッフ
- 原作 - モンキー・パンチ（中央公論新社刊）
- 監督 - 川越淳
- 脚本 - 柏原寛司
- 音楽 - 大野雄二
- 音楽監督 - 鈴木清司
- 録音監督 - 加藤敏
- 音響効果 - 糸川幸良
- 音響制作 - 東北新社
- 音響制作担当 - 北条雅也、大野拓也
- 美術監督 - 宮野隆、岡部真由美
- キャラクターデザイン・作画監督 - 平山智、小林利充
- メカデザイン・メカ作画監督 - 斉藤良成
- ゲストカーデザイン - 水村良男
- 色彩設計 - 原田幸子
- 撮影監督 - 林コージロー
- 編集 - 佐野由里子
- 制作担当 - 岩見幸芳（TMS）
- 演出 - 佐野隆史
- プロデューサー - 小野利恵子（日本テレビ）、尾﨑穏通（TMS）
- 脚本プロデューサー - 飯岡順一
- 音楽プロデューサー - 山田慎也、穂山賢一
- 主題歌「le soleil d'or～ル・ソレイユ・ドール～」
  - 作詞 - Kehimi Karie
  - 作曲 - 大野雄二
  - 歌 - Kehimi Karie
  - サウンドトラック - 「ルパン三世～お宝返却大作戦!!」
- 資料協力 - 竹内一義、佐藤豊、鈴木典考
- 演出協力 - 大野和寿
- バルセロナ取材協力 - 松山仁勇
- アニメーション制作 - 東京ムービー
- 製作 - 日本テレビ、トムス・エンタテインメント